# GFLI Atlantic Cup 2017
La GFLI Atlantic Cup 2017 è stata la terza edizione dell'omonimo torneo, disputata nel 2017. È stata organizzata dalla GFL International.
È stata disputata il 25 novembre a Dublino ed è stata vinta per 42-14 dagli irlandesi Dublin Rebels sui rumeni Bucharest Rebels.
Al campionato avrebbero dovuto prendere parte 3 squadre, ma i francesi Diables Rouges de Villepinte sono stati impossibilitati a presentarsi a causa delle cancellazioni dei voli operate da Ryanair.

## Squadre partecipanti
| Club                         | Città      | Stadio | Sponsor ufficiale | Risultato nella stagione 2016        |
| ---------------------------- | ---------- | ------ | ----------------- | ------------------------------------ |
| Dublin Rebels                | Dublino    |        |                   | Campioni d'Irlanda                   |
| Bucharest Rebels             | Bucarest   |        |                   | Campioni di Romania                  |
| Diables Rouges de Villepinte | Villepinte |        |                   | Campioni di terza divisione francese |

## Finale
| Dublino 25 novembre 2017 | Dublin Rebels | 42 – 14 | Bucharest Rebels |  |

## Verdetti
- Dublin Rebels Vincitori della GFLI Atlantic Cup 2017